# Bbw Bildungswerk der Wirtschaft in Berlin und Brandenburg
Das bbw Bildungswerk der Wirtschaft in Berlin und Brandenburg ist ein 1972 gegründeter, gemeinnütziger Bildungsträger, der im Auftrag der Vereinigung der Unternehmensverbände in Berlin und Brandenburg wirtschaftsnahe Bildungsangebote für Berufstätige, Arbeitsuchende, junge Menschen und Unternehmen umsetzt. Mit jährlich über 600 Bildungsgängen in 25 Bildungszentren und Niederlassungen gehört die bbw-Gruppe zu den führenden Bildungsdienstleistern in Berlin und Brandenburg. Neben zahlreichen Projekten und Kooperationen betreibt das bbw eine private Hochschule (bbw Hochschule), eigene Berufsfachschulen und eine Fachoberschule.

## Tätigkeitsbereiche
Zu den Tätigkeitsbereichen des bbw gehört die Berufsorientierung und -Vorbereitung und die Berufsausbildung. Für Berufstätige wird eine berufliche Weiterbildung angeboten. Arbeitsuchende und Rehabilitanden können sich beruflich qualifizieren. Weiters werden für Unternehmen Bildungs- und Personaldienstleistungen angeboten. Außerdem kann ein Hochschulstudium absolviert werden.

## Geschichte
Das bbw Bildungswerks der Berliner Wirtschaft e.V. wurde am 11. April 1972 in Berlin-Charlottenburg durch die Arbeitgeberverbände und Unternehmen gegründet. Das Ziel war eine gesellschaftspolitische orientierte Bildungsarbeit. Am 13. Juni wurde bbw Akademie für Betriebswirtschaftliche Weiterbildung GmbH als gemeinnützige bbw Tochter gegründet. Dabei begann man mit den Umschulen von mehr als 200 ehemaligen NVA-Offizieren in kaufmännischen Berufen mit Zusatzabschluss als Staatlich anerkannter Betriebswirt. Ebenfalls als gemeinnützige bbw Tochter wurden am 13. Juni 1991 das bbw Bildungszentrum Frankfurt (O.) GmbH gegründet. Man übernahm dabei 1.400 Lehrlingen vom ehemaligen Halbleiterwerk Frankfurt (O.) insbesondere in Berufen der Elektrotechnik und Elektronik. Ehemalige Zivilbeschäftigte der Alliierten wurden 1994 umqualifiziert. Die bbw Akademie beteiligte sich an der Vorbereitung, 7000 Zivilbeschäftigten der Alliierten in Berlin, dass sie eine neue Tätigkeit in der Wirtschaft aufnehmen können. Das Bildungszentrum Strausberg GmbH wurden am 30. März 1995 gegründet. Man übernahm das Garten- und Landschaftsbau, Floristik und Gastronomie spezialisierte Bildungswerk in Bremen als Tochter des bbw. Die Deutsch-Polnische Bildungsstiftung der Wirtschaft wurde im Juli 1995 gegründet. Die Gründung wurde vom bbw und den regionalen Arbeitgeberverbände der polnischen Wojewodschaften Gorzów Wielkopolski und Zielona Góra ergriffen. Am 18. August 1997 wurde die bbw Dienstleistungsgesellschaft mbH mit dem Ziel der Übernahme und Forcierung von Aktivitäten im wirtschaftlichen Geschäftsbetrieb gegründet. Dabei wurden Aufgaben verrichtet, die nicht zu den primären Aufgaben der anderen bbw Unternehmen zählen. Auf dem historischen Areal des Jagdschlosses Hubertusstock wurde 1997 das bbw Kommunikationszentrum eröffnet. 1998 begann mit dem „Karrieretraining für Offiziere“ die Zusammenarbeit mit der Bundeswehr.
In Karlshorst wurde im März 1998 die erste private kaufmännische Berufsfachschule eröffnet. Man erlangt dabei eine staatliche Anerkennung in vier Länder. Am 28. Juli 1998 wurde die Berufsvorbereitungs- und Ausbildungsgesellschaft mbH (bbw B.u.A.) gegründet. Die bbw Akademie entwickelte, ab dem 1. Dezember, mit Förderung von ESF und Arbeitsagenturen ein Netzwerk aus Hauptschulen und Betrieben, dass Hauptschüler bei der Berufswahl und Bewerbung um einen Ausbildungsplatz unterstützt. Auf Initiative der Berlin-Brandenburger Unternehmensverbände wurde am 27. Januar 2007 eine bbw Hochschule, in Kooperation mit der Hochschule für Technik und Wirtschaft Berlin. gegründet.

## Projekte, Partner und Kooperationen
- Vereinigung der Unternehmensverbände in Berlin und Brandenburg
- Berliner Netzwerk für Ausbildung[1]